# Miliseum
Miliseum är ett militärhistoriskt museum beläget i Skillingaryd cirka 40 km söder om Jönköping.

## Bakgrund
Museet har som uppdrag att berätta om de indelta soldaternas och deras familjers levnadsvillkor, både hemma på torpet och under övningar på regementsheden, samt att vara nationellt museum för ingenjörtrupperna. Verksamheten drivs av Stiftelsen Regementsheden Skillingaryd och invigdes den 14 september 2013.

## Utställningar
Museets föremålsbestånd utgörs huvudsakligen av samlingarna från de tidigare militärhistoriska muserna över Smålands artilleriregemente (A 6) i Jönköpings garnison och Norra Smålands regemente (I 12) och Göta ingenjörregemente (Ing 2) i Eksjö garnison.